# イーストマン音楽学校
イーストマン音楽学校（イーストマンおんがくがっこう、英語: Eastman School of Music）は、ニューヨーク州ロチェスターに本部を置くアメリカ合衆国の音楽大学。1921年創立、1921年大学設置。
正式名称はロチェスター大学イーストマン音楽学校である。人文学部でもなく、人文科学部でもない。ジュリアード音楽院やカーティス音楽学校と並んで水準の高い音楽機関であると考えられている。アメリカ合衆国の大学では、「音楽学校」を大学学部や大学院修士あるいは博士課程に対して用いるために注意が必要である。

## 設立・沿革
1921年、コダックの創設者で慈善家のジョージ・イーストマンによって設立された。  
同年、ノルウェーのピアニストアルフレッド・クリンゲンベルグが初代音楽監督に就任。1924年、作曲家ハワード・ハンソンが後任に就任し、米国初の音楽博士号（Doctor of Musical Arts Degree）を創設するなど、引退までの40年間にわたって学校の発展に大きく寄与した。 
1964年のハンソンの引退後、指揮者ワルター・ヘンドルが後任に就任し、1972年まで音楽監督を務め、その後、ピアニストで音楽学者のロバート・フリーマンが1972年から1996年まで音楽監督を務めた。フリーマンの辞任後、ジェームズ・アンダーコフラーが音楽監督兼学部長に任命され、2006年にフィラデルフィア管弦楽団のCEO就任に伴い辞任するまでその地位にあった。2006年4月、イーストマン音楽学校の卒業生でもあるジャマル・ロッシが暫定学部長に任命される。2007年5月21日、作曲者・指揮者であり、シンシナティ大学College-Conservatory of Musicの学部長を務めていたダグラス・ローリーがイーストマン音楽学校の学部長に任命された 。ローリーが2013年に亡くなった後、ジャマル・ロッシが学部長に任命された。 

## 組織・教育体制
今日、イーストマン音楽学校には900人以上の在籍者（500人の学生と400人の大学院生）がいる。アメリカ全土から学生が来ており、またおよそ25％の学生は外国人である。毎年、2000人を越える志願者からおよそ260人（135人の学生と125人の大学院生）が選ばれて入学する。

## 主な出身者
- ロン・カーター - ジャズベース奏者
- 川辺真 - 作曲家、武蔵野音楽大学名誉教授
- 小松長生 - 指揮者
- マイケル・トーキー - 作曲家
- フレデリック・フェネル - 指揮者。吹奏楽の普及・発展に貢献。ウインド・アンサンブルは、フェネルによって提唱、創始された。
- ルネ・フレミング - ソプラノ歌手
- ニコルソン・ベイカー - 小説家
- ロジャー・ボボ - チューバ奏者
- チャック・マンジョーネ - トランペット奏者
- スティーブ・ガッド - ドラム奏者
- トニー・レヴィン - ベース奏者